# Közönséges óriáscsibor
A közönséges óriáscsibor (Hydrophilus piceus) a rovarok (Insecta) osztályának bogarak (Coleoptera) rendjébe, ezen belül a csiborfélék (Hydrophilidae) családjába tartozó faj.

## Előfordulása
A közönséges óriáscsibor az egész északi félgömbön megtalálható. Korábban jóval gyakoribb volt.

## Megjelenése

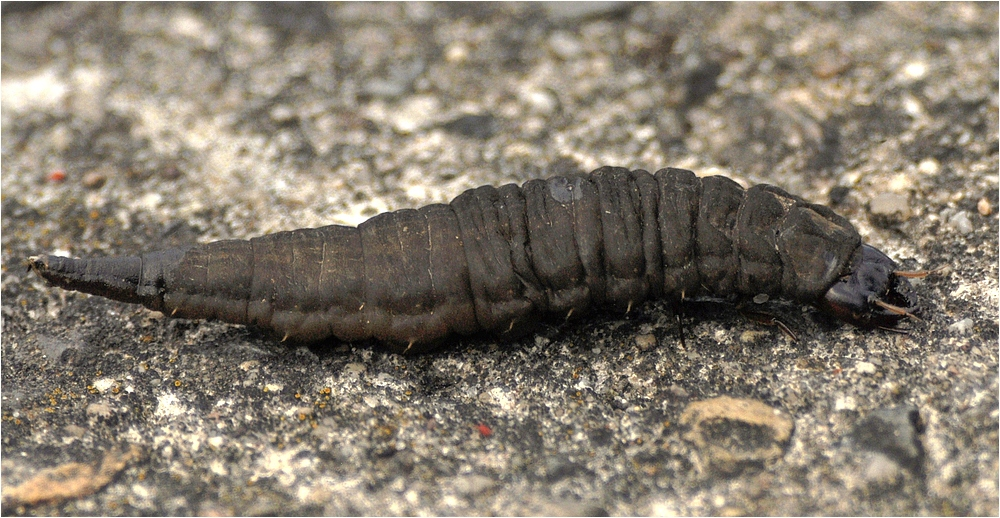
A lárvája

A közönséges óriáscsibor 3,5-5,5 centiméter hosszú. A hozzá igen hasonló nagy csiborral (Hydrous aterrimus) Európa legnagyobb bogarai közé tartoznak. Levegővételkor a víz felszínére úszik, és csápjával levegőt juttat a hasoldalára.

## Életmódja
A közönséges óriáscsibor élőhelye az állóvizek, dús, alámerült növényzettel, melynek szövevényében a szárakon és leveleken megkapaszkodhat. Éjjel messze elrepül. A lárva ragadozó, vízben élő lárvákkal táplálkozik. A kifejlett bogár növényevő.